# Falcatakely
Falcatakely ist eine ausgestorbene Gattung der Enantiornithes. Die Gattung enthält eine einzige Art, Falcatakely forsterae. Sie ist bekannt durch Teilfossilien aus Nord-Madagaskar. Die Beschreibung erfolgte 2020.

## Beschreibung
Falcatakely war ein krähengroßes Tier, das sich durch seinen tiefen, langen, ein wenig an einen Tukan erinnernden Schnabel (ungefähr 9 cm lang) von anderen Enanthiorniten unterscheidet. Trotz der Ähnlichkeit hatte der obere Schnabel mehr Ähnlichkeit mit dem eines Nicht-Vogel-Theropoden, da er hauptsächlich aus einem großen Oberkieferknochen bestand, während der kleinere Zwischenkieferknochen die Spitze bildete. Dies ist gegensätzlich zu der Anordnung bei modernen Vögeln, wo der obere Schnabel von dem Zwischenkieferknochen dominiert wird, der bei Falcatakely immer noch Zähne aufweist.

## Name
Der Name setzt sich zusammen aus Lateinisch falcatus (bedeutet „kleine Sense“) und Madagassisch kely, im Bezug auf die Form des Schnabels.